# Cophotylus splendens
Cophotylus splendens är en insektsart som först beskrevs av Boris Petrovich Uvarov 1933.  Cophotylus splendens ingår i släktet Cophotylus och familjen gräshoppor. Inga underarter finns listade i Catalogue of Life.